# Ianeti (Guria)
Ianeti – wieś w Gruzji, w regionie Guria, w gminie Ozurgeti. W 2014 roku liczyła 236 mieszkańców.